# Fashizmi
Fashizmi (Fascismo) fue un periódico bilingüe albanés-italiano publicado diariamente desde Tirana, Reino de Albania, 1939-1940. Funcionó como el órgano oficial del Partido Fascista Albanés. Fejzi Alizoti fue el editor de Fashizmi. Vangjel Koça se desempeñó como editor jefe del periódico.
Después de que Albania cayera al dominio italiano en 1939, las autoridades italianas prohibieron los dos diarios de Tirana (Shtypi y Drita) y Fashizmi fue creado para llenar el vacío y transmitir las posiciones oficiales italianas a la población albanesa. El periódico fue creado por la Dirección General de Prensa, Propaganda y Turismo. El primer número se publicó el 24 de mayo de 1939. Era el único diario publicado en Albania en ese momento. Mediante un acuerdo entre el inspector del Partido Nacional Fascista (italiano) y la Dirección General, también se establecieron cuatro órganos fascistas bilingües semanales y quincenales regionales.
El periódico cubría asuntos políticos, sociales, económicos y literarios. Los números de Fashizmi contenían tanto ortografía Gheg como Tosk, así como material en italiano en su última página (con el título Il Fascismo). Los números contenían de 4 a 6 páginas, con un formato de 42 por 57,2 centímetros.
Fashizmi no logró obtener un amplio número de lectores en Tirana. En un intento por minimizar las preocupaciones de que el periódico era simplemente un portavoz de propaganda, Fashizmi fue cerrado en marzo de 1940 y reemplazado por Tomori (el nombre de una montaña albanesa). Sin embargo, las autoridades italianas no dieron ninguna explicación oficial al cierre de Fashizmi.